# Tons of Sobs
Albums de Free
Free
(1969)
Tons of Sobs est le premier album du groupe Free. Il est paru en décembre 1968 sur le label Island Records et a été produit par Guy Stevens.
Cet album a été enregistré aux Morgan Studios de Londres entre octobre et décembre 1968.
On y remarque la présence du pianiste britannique Steve Miller du groupe Caravan. L'album a été réédité en 2001 avec huit titres bonus.

## Liste des titres
Face 1
| No | Titre                | Auteur               | Durée |
| -- | -------------------- | -------------------- | ----- |
| 1. | Over the Hills Pt. 1 | Paul Rodgers         | 0:49  |
| 2. | Worry                | Rodgers              | 3:26  |
| 3. | Walk in My Shadow    | Rodgers              | 3:29  |
| 4. | Wild Indian Woman    | Andy Fraser, Rodgers | 3:39  |
| 5. | Goin' Down Slow      | James Burke Oden     | 8:20  |

Face 2
| No  | Titre                      | Auteur                                                                  | Durée |
| --- | -------------------------- | ----------------------------------------------------------------------- | ----- |
| 6.  | I'm a Mover                | Fraser, Rodgers                                                         | 2:56  |
| 7.  | The Hunter                 | Booker T. Jones, Carl Wells, Donald Dunn, Al Jackson Jr., Steve Cropper | 4:13  |
| 8.  | Moonshine                  | Paul Kossoff, Rodgers                                                   | 5:04  |
| 9.  | Sweet Tooth                | Rodgers                                                                 | 4:54  |
| 10. | Over the Green Hills Pt. 2 | Rodgers                                                                 | 1:58  |

Titres bonus sur la réédition de 2001
| No  | Titre                                                            | Auteur                                | Durée |
| --- | ---------------------------------------------------------------- | ------------------------------------- | ----- |
| 11. | I'm a Mover (BBC Sessions)                                       | Fraser, Rodgers                       | 3:04  |
| 12. | Waitin' On You (BBC sessions)                                    | B.B. King, Ferdinand Washington       | 2:15  |
| 13. | Guy Stevens Blues (Blues Jam)                                    | Fraser, Simon Kirke, Kossoff, Rodgers | 4:39  |
| 14. | Moonshine (chant alternatif)                                     | Kossoff, Rodgers                      | 5:09  |
| 15. | Sweet Tooth (Prise antérieure à l'originale et chant alternatif) | Rodgers                               | 4:59  |
| 16. | Visions of Hell (titre inédit)                                   | Fraser, Rodgers                       | 3:46  |
| 17. | Woman by the Sea (version alternative)                           | Fraser, Rodgers                       | 3:30  |
| 18. | Over the Hills (BBC Sessions)                                    | Rodgers                               | 3:51  |

## Personnel
Free
- Paul Rodgers : chant
- Paul Kossoff : guitare solo, guitare rythmique
- Andy Fraser : basse, piano
- Simon Kirke : batterie, percussions

Musicien invité
- Steve Miller : piano

## Production
- Guy Stevens : producteur (1 à 10, 13 à 17)
- Bernie Andrews : producteur (11, 12, 18)
- Andy Johns : ingénieur du son (1 à 10, 13 à 17)
- Alan Harris, Bob Conduct : ingénieurs du son (11, 18)
- Pete Ritzema : ingénieur du son (12)

## Référence
- https://www.discogs.com/fr/Free-Tons-Of-Sobs/release/6199762